# Невестино (Кюстендильська область)
Неве́стино (болг. Невестино) — село в Кюстендильській області Болгарії. Адміністративний центр общини Невестино.

## Населення
За даними перепису населення 2011 року у селі проживали 590 осіб, з них 571 особа (99,3%) — болгари.
Розподіл населення за віком у 2011 році:
Динаміка населення: